# Bulbophyllum quadricaudatum
Bulbophyllum quadricaudatum là một loài phong lan thuộc chi Bulbophyllum.